# Vorticisme
El vorticisme fou un moviment artístic modernista en l'art i la poesia britànica de principis del segle xx, inspirat parcialment pel cubisme. El moviment va ser anunciat el 1914 en la primera edició de la revista BLAST, que contenia el seu manifest i el rebuig del moviment vers els paisatges i la nuesa, i es mostrava a favor d'un estil geomètric que tendia a l'abstracció. Finalment, el testimoni dels esdeveniments de la Primera Guerra Mundial van "assecar el fervor vorticista d'aquests artistes". El vorticisme es trobava principalment a Londres però era una ambició internacional.